# ヤ・ヤ
「ヤ・ヤ」(英語: Ya Ya)は、1961年にリー・ドーシーが歌ってヒットしたロックンロールナンバー。
ジョン・レノンの1974年発表のアルバム『心の壁、愛の橋』と翌1975年発表の『ロックン・ロール』に収録されている。
前者は、ジョンがピアノを弾きながら歌っている横で当時11歳のジュリアン・レノンがマーチング・ドラムを叩くという即興演奏。後者は純粋なロックン・ロールで、ジョンの力強いヴォーカルが聞ける。これは当時「カム・トゥゲザー」の盗作問題でもめていたモーリス・レヴィを納得させるためにはじめ『心の壁、愛の橋』にジュリアンとのお遊びバージョンを（皮肉を込めて）入れたのだが、当然モーリス・レヴィは納得するはずもなく、改めて『ロックン・ロール』に今度はまじめにレコーディングして収録したものである。